# Geertekerk
De Geertekerk is een kerk in de Nederlandse stad Utrecht. In de middeleeuwen was het een van de vier parochiekerken in die stad, en wel de kleinste en de jongste, gewijd aan de heilige Gertrudis van Nijvel. Het eerste gebouw verrees op een terrein buiten de omwalling, maar tussen 1248 en 1259 werd de kerk overgebracht binnen de stadsmuren. Sindsdien hebben nog vele verbouwingen plaatsgevonden: het koor en dwarsschip dateren uit de veertiende eeuw, de schipzijbeuken van rond 1400. Waarschijnlijk is de uit de dertiende eeuw daterende toren het oudst bewaarde gedeelte.
Na de Hervorming was de Geertekerk achtereenvolgens in gebruik als Hervormde kerk, stal, kazerne, magazijn en van 1814 tot 1930 weer als Hervormde kerk. Als gevolg van een overstroming van de Rijn werden in 1855 honderden inwoners van Veenendaal tijdelijk in de kerk ondergebracht. Eind jaren 1940 bevond de Geertekerk zich in ruïneuze toestand: het dak was geheel verdwenen en bomen groeiden in de kerkruimte. Nadat zij door de Remonstrantse Broederschap was aangekocht, werd het gebouw van 1954 tot 1956 geheel gerestaureerd. Het resultaat was een uiterst sobere kerk met een bijna dorps karakter.
De Geertekerk heeft sinds de restauratie een bijzonder goede akoestiek. Voor veel orkesten en ensembles is deze kerk een geliefde plek om op te treden. 
In 2015 zijn er aanpassingen aan het interieur gedaan, zoals grote glazen wanden. Sinds 2017 wordt de Geertekerk ook gebruikt voor congressen, vergaderingen en andere evenementen. Heirloom - Venues of Utrecht is de huidige exploitant van de Geertekerk.

## Klokken
In de toren hangen bijzondere klokken, de 'Ghertrut' van klokkengieter Steven Butendiic uit 1477 (1150 kilo) en de 'Jesus Maria Johannes' van Geert van Wou uit 1506 (650 kilo). In 2023 werd door het Utrechts Klokkenluiders Gilde in de vieringtoren een bijzondere luidklok toegevoegd. Hij is gegoten door de Utrechtse klokkenmaker Jan Tolhuys en heet 'Jezus Maria Johannes Anna' (70 kg). De klok dateert uit 1537 en kwam uit een voormalig klooster te Schaarsbergen.

## Trivia
- Op 24 april 1793 is de Nederlandse wiskundige Laurens Praalder bijgezet in de Geertekerk.
- In de 15de eeuw woonde binnen de muren van de Geertekerk Agnes van Zantwijck, een kluizenares. De kluis waarin zij woonde is in 1943 gesloopt. Overigens was Van Zwantwijck niet de enige vrouw die zich in de 15de eeuw in Utrecht in liet metselen. Suster Bertken verbleef 57 jaar in een kluis in de Buurkerk en Alyt Ponciaens verbleef ruim dertig jaar in de Jacobikerk.[2]
- Het orgel van de Geertekerk is in 1803 gebouwd door Johannes Stephanus Strümphler. Het is afkomstig uit de Doopsgezinde kerk in De Rijp en werd in 1956 in de Geertekerk geplaatst. De preekstoel of kansel is afkomstig uit de voormalige Remonstrantse kerk te Zevenhuizen, Zuidplas

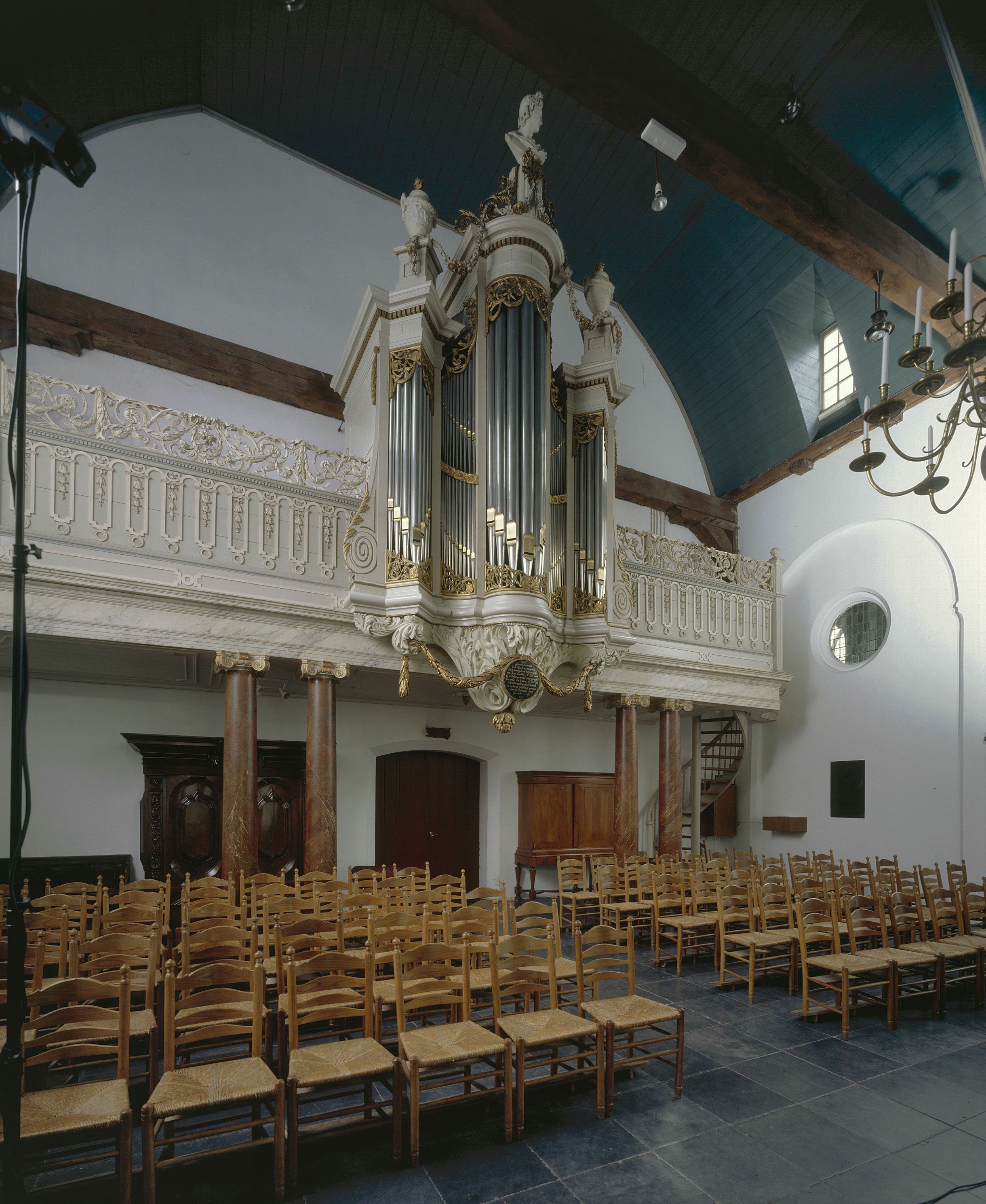
Johannes Stephanus Strümphler orgel uit 1803 in de Geertekerk